# Vomere (tecnologia)

Conformazione del vomere

Aratro semplice portato
1. Bure
2. Punto di attacco
3. Organo di regolazione
4. Coltro o coltello
5. Scalpello
6. Vomere
7. Versoio

Il vomere o vomero (dal latino vomer) è uno degli organi lavoranti dell'aratro, deputato all'esecuzione di un taglio orizzontale alla profondità di lavorazione. 
Fino al 1873, quanto meno nel Veneto (secondo la relazione di Emilio Morpurgo nell'inchiesta parlamentare di Stefano Jacini) il vomere consisteva in un cuneo in legno e rappresentava l'unico organo lavorante dell'aratro operante come attrezzo discissore. Un esempio era l'aratro padovano, tutto in legno, con il versoio a sinistra generalmente senza coltro. In seguito il vomere venne realizzato in ferro. Negli anni successivi si diffusero gli aratri di tipo belga e delle ditte Sark, Eckert e uno molto economico,   l'Aquilia. 
In seguito il vomere venne realizzato in ferro. Attualmente è realizzato in acciaio.
Il vomere è costituito da una piastra conformata a lama, di forma trapezoidale, applicata con bulloni sulla parte anteriore degli organi lavoranti dell'aratro, formando una continuità con il versoio. Scopo del vomere è quello di effettuare, con l'avanzamento, un taglio orizzontale nel suolo, permettendo il sollevamento e il ribaltamento della fetta da parte del versoio. Per questo scopo è situato anteriormente rispetto al versoio con una posizione obliqua e trasversale rispetto alla direzione d'avanzamento. Per facilitare la penetrazione e l'approfondimento nel terreno il vomere è affiancato da un lato da una punta in acciaio, lo scalpello.
La disposizione del vomere influisce sulla larghezza della lavorazione. È in genere posizionato con un angolo di 35°-50° rispetto alla direzione di avanzamento e di circa 20° rispetto all'orizzontale, formando un piano inclinato che si raccorda con la superficie curva del versoio.
Insieme allo scalpello, il vomere è l'organo dell'aratro soggetto a maggior usura, pertanto deve essere sostituito periodicamente. La frequenza della sostituzione del vomere dipende essenzialmente dalla natura del suolo ed è elevata nei terreni ricchi di scheletro: la resistenza offerta dalle pietre comporta uno smussamento dello spigolo di taglio rendendo meno efficiente il lavoro dell'aratura.